# Moses M. Costa
Moses Montu Costa CSC (* 17. November 1950 in Toomilla; † 13. Juli 2020 in Dhaka) war ein bangladeschischer Geistlicher und römisch-katholischer Erzbischof von Chittagong.

## Leben
Moses M. Costa trat der Ordensgemeinschaft der Kongregation vom Heiligen Kreuz bei und empfing am 5. Februar 1981 die Priesterweihe.
Papst Johannes Paul II. ernannte ihn am 5. Juli 1996 zum Bischof von Dinajpur. Der Apostolische Nuntius in Bangladesch, Adriano Bernardini, spendete ihm am 6. September desselben Jahres die Bischofsweihe; Mitkonsekratoren waren Michael Rozario, Erzbischof von Dhaka, und Theotonius Gomes CSC, Weihbischof in Dhaka.
Am 6. April 2011 wurde er durch Papst Benedikt XVI. zum Bischof von Chittagong ernannt und am 27. Mai desselben Jahres in das Amt eingeführt. Costa war Generalsekretär der Bischofskonferenz von Bangladesch und leitete die Kommissionen für die Jugend und die Seminare, zuletzt die Kommission für Gesundheit.
Im Juni 2020 wurde er mit durch COVID-19 verursachte Atemwegsbeschwerden in ein Krankenhaus eingeliefert. Nachdem er sich zunächst erholt hatte, erlitt er am 9. Juli desselben Jahres einen Schlaganfall, an dessen Folgen er vier Tage später starb.